# Tadeusz Nadzieja
Tadeusz Nadzieja (ur. 22 sierpnia 1951 w Krakowie, zm. 24 kwietnia 2021) – polski matematyk, prof. dr hab.

## Życiorys
W 1974 ukończył studia matematyczne na Uniwersytecie Wrocławskim. W 1982 obronił pracę doktorską O pewnych rodzajach stabilności w układach dynamicznych napisaną pod kierunkiem Andrzeja Krzywickiego, 30 września 1996 habilitował się na podstawie rozprawy zatytułowanej Nielokalne zagadnienia eliptyczne i paraboliczne w mechanice ośrodków ciągłych. 14 grudnia 2004 nadano mu tytuł profesora w zakresie nauk matematycznych. Pracował w Zakładzie Matematyki Przemysłowej na Wydziale Matematyki, Informatyki i Ekonometrii Uniwersytetu Zielonogórskiego oraz w Instytucie Matematycznym na Wydziale Matematyki i Informatyki Uniwersytetu Wrocławskiego.
Został zatrudniony na stanowisku profesora i dyrektora w Instytucie Matematyki na Wydziale Matematyki, Fizyki i Informatyki Uniwersytetu Opolskiego.
Był członkiem prezydium Komitetu Matematyki PAN.
Współpracował z Piotrem Bilerem w pracach nad teorią pewnych modeli z równań różniczkowych cząstkowych w mechanice ośrodków ciągłych.
Od 1979 działał w Polskim Towarzystwie Matematycznym. W latach 2007–2017 był redaktorem naczelnym wydawanych przez Towarzystwo Wiadomości Matematycznych, a w latach 1995–2006 oraz 2018–2020 zastępcą redaktora naczelnego.
Ojciec matematyka Piotra Borodulina-Nadziei. Interesował się życiem i dziełem Mikołaja Kopernika.
Pochowany na cmentarzu komunalnym przy ul. Dusznickiej w Kłodzku.